# Abila in Palaestina
Pour les articles homonymes, voir Abila et Palaestina.
Abila in Palaestina (« Abila en Palestine », en italien Abila Palestina) est un siège titulaire de l'Église catholique romaine .
Il tire son origine d'un diocèse de l'ancienne ville d'Abila, aujourd'hui Suq Wadi Barada, dans la province romaine de Syrie en Palestine ou à la fin de l'antiquité Palestine Secunda dans la Jordanie actuelle. Il appartenait à la province ecclésiastique de Scythopolis, aujourd'hui Tel Beït-Shéan.
| Évêques titulaires d'Abila en Palestine |                                                            |                                                                                      |                  |                  |
| Ordre                                   | Nom                                                        | Administration                                                                       | de               | à                |
| 1                                       | Adam Ernst Bernclau von Schönreith                         | Évêque auxiliaire à Ratisbonne ( Allemagne )                                         | 22 décembre 1766 | 24 juillet 1779  |
| 2                                       | Joseph Ferdinand Guidobalds Reichsgraf von Spaur und Valör | Évêque de l' Ordre bavarois de Saint-Georges et évêque de la cour bavaroise à Munich | 20 mars 1780     | 26 mars 1793     |
| 3                                       | Alessandro Scialdone                                       | Évêque auxiliaire à Capoue ( Italie )                                                | 21 juillet 1839  |                  |
| 4e                                      | Pietro Facciotti                                           | Évêque auxiliaire à Ferentino (Italie)                                               | 28 février 1879  | 27 janvier 1880  |
| 5                                       | Dionisije Njaradi                                          | Évêque auxiliaire à Križevci ( Croatie )                                             | 5 décembre 1914  | 1 mai 1920       |
| 6e                                      | Alberto Uribe Urdaneta                                     | Évêque auxiliaire à Manizales ( Colombie )                                           | 19 décembre 1953 | 18 mars 1957     |
| 7e                                      | Herculanus Joannes Maria van der Burgt (id) OFMCap         | Vicaire apostolique de Pontianak ( Indonésie )                                       | 13 juillet 1957  | 3 janvier 1961   |
| 8ème                                    | Caesar Gatimu                                              | Évêque auxiliaire à Nyeri ( Kenya )                                                  | 18 avril 1961    | 25 novembre 1964 |
| 9                                       | Paulos Tzadua                                              | Évêque auxiliaire à Adis-Abeba ( Éthiopie )                                          | 1 mars 1973      | 24 février 1977  |